# Alphonse de Burnay

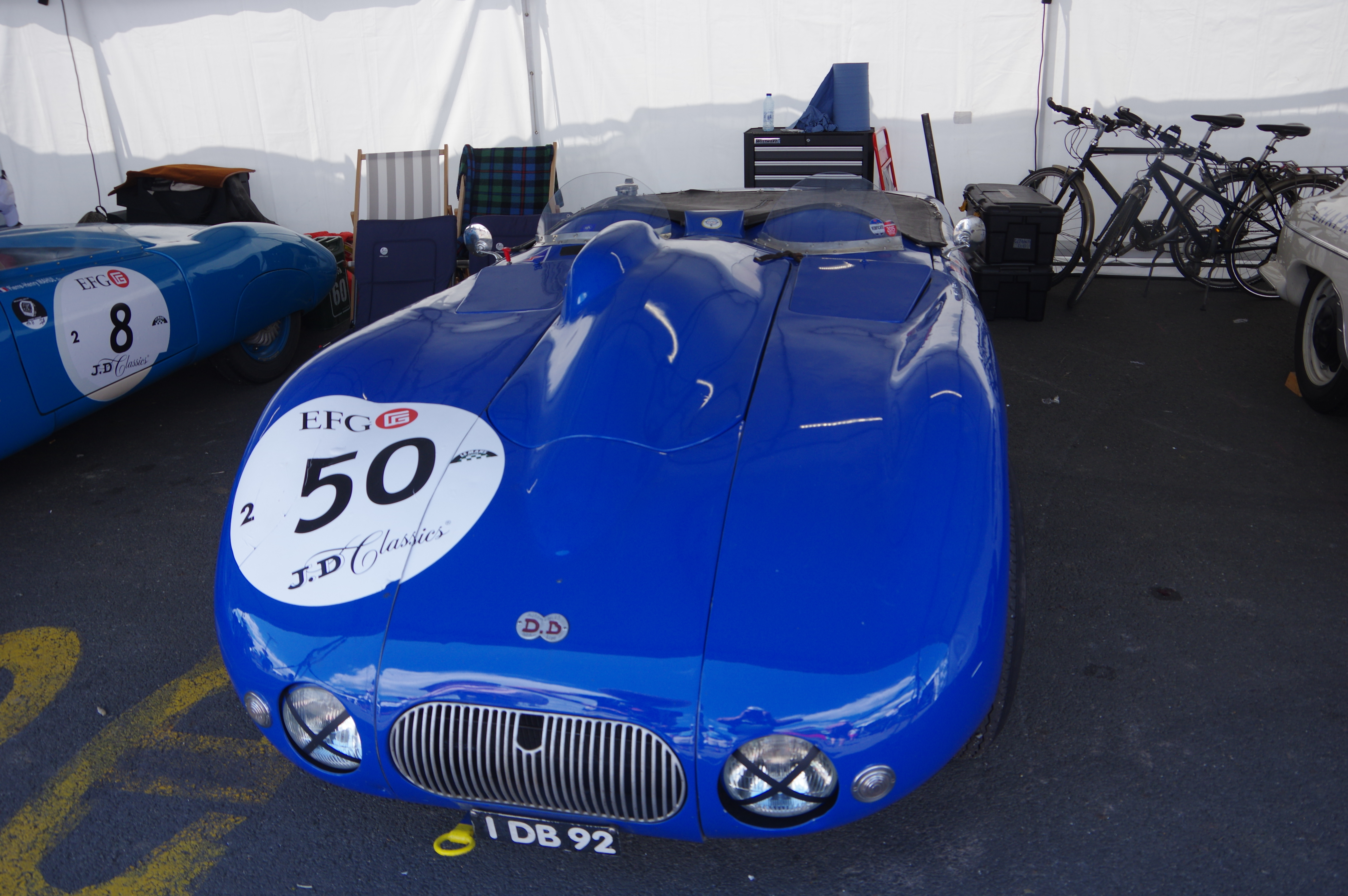
DB-HBR-Rennwagenmodell mit dem Alphonse de Burnay beim 24-Stunden-Rennen von Le Mans 1954 an den Start ging

Alphonse Maria Pacheco de Burnay (* 1. März 1899 in Lissabon; † 26. November 1971 in Badajoz) war ein portugiesischer Autorennfahrer.

## Karriere als Rennfahrer
Alphonse de Burnay war bereits in den späten 1930er-Jahren als Rennfahrer aktiv. Zweimal ging er beim Bol d’Or an den Start und beendete das Rennen 1938 im MG Magnette K3 hinter Amédée Gordini, der einen Simca Gordini T8 fuhr, als Zweiter. Nach dem Zweiten Weltkrieg erreichte er 1953, diesmal hinter Guy Michel im Renault 4CV, erneut den zweiten Rang bei dieser Veranstaltung.
Es folgten Einsätze beim 12-Stunden-Rennen von Reims, dem 12-Stunden-Rennen von Hyères und 1954 beim 24-Stunden-Rennen von Le Mans, wo der eingesetzte DB HBR ein Rad verlor.

## Statistik

### Le-Mans-Ergebnisse
| Jahr | Team                | Fahrzeug | Teamkollege | Platzierung | Ausfallgrund |
| ---- | ------------------- | -------- | ----------- | ----------- | ------------ |
| 1954 | Ecurie Jeudy-Bonnet | DB HBR   | Marc Azéma  | Ausfall     | Rad verloren |

### Einzelergebnisse in der Sportwagen-Weltmeisterschaft
| Saison | Team             | Rennwagen | 1   | 2   | 3   | 4   | 5   | 6   |
| ------ | ---------------- | --------- | --- | --- | --- | --- | --- | --- |
| 1954   | Deutsch & Bonnet | DB HBR    | BUA | SEB | MIM | LEM | RTT | CAP |
| 1954   | Deutsch & Bonnet | DB HBR    | DNF |     |     |     |     |     |